# Hawthorn (Victoria)
 (octobre 2020).
Si vous disposez d'ouvrages ou d'articles de référence ou si vous connaissez des sites web de qualité traitant du thème abordé ici, merci de compléter l'article en donnant les références utiles à sa vérifiabilité et en les liant à la section « Notes et références ».
Pour les articles homonymes, voir Hawthorn.
Hawthorn est une banlieue de Melbourne situé à 6 km du quartier central des affaires. Elle fait partie de la ville de Boroondara. Au recensement de 2011, Hawthorn avait une population de 21 177 habitants pour une superficie de 5,7 km2.

## Géographie
Hawthorn abrite la Swinburne University of Technology. Hawthorn abrite aussi l'équipe de football australien des Hawthorn Hawks (les faucons), un club fondé en 1902 et qui participe à l'Australian Football League depuis 1925. Le club a été champion à 11 reprises en 1961, 1971, 1976, 1978, 1983, 1986, 1988, 1989, 1991, 2008 et 2013.
Glenferrie Road est l'artère majeure pour le shopping, avec deux supermarchés, toutes les grandes banques et de nombreux magasins. Il y a aussi un centre commercial à l'angle de Burwood Road et Power Street.
Hawthorn est particulièrement connu pour la qualité, le nombre et la variété de ses restaurants dont beaucoup reflètent la forte diversité ethnique de la région. Il y a aussi de nombreuses discothèques et hôtels. La banlieue a également un certain nombre de zones de loisirs. Elle est réputée pour le nombre, la taille et la qualité de ses parcs.
On y trouve de nombreux bâtiments religieux, dont le sanctuaire Saint-Antoine, l’église d’un monastère capucin.

## Galerie

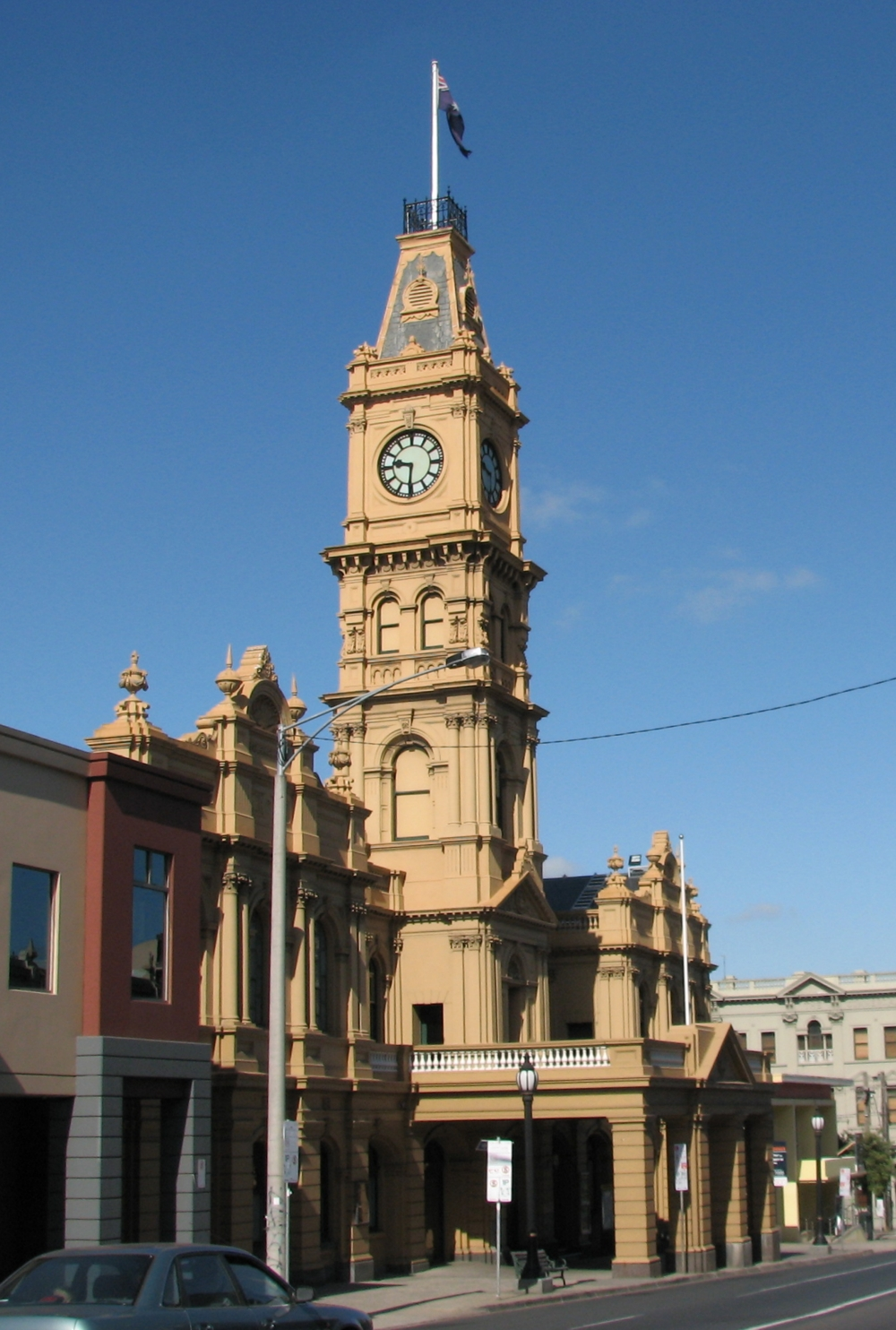
Hawthorn, Hôtel de Ville.
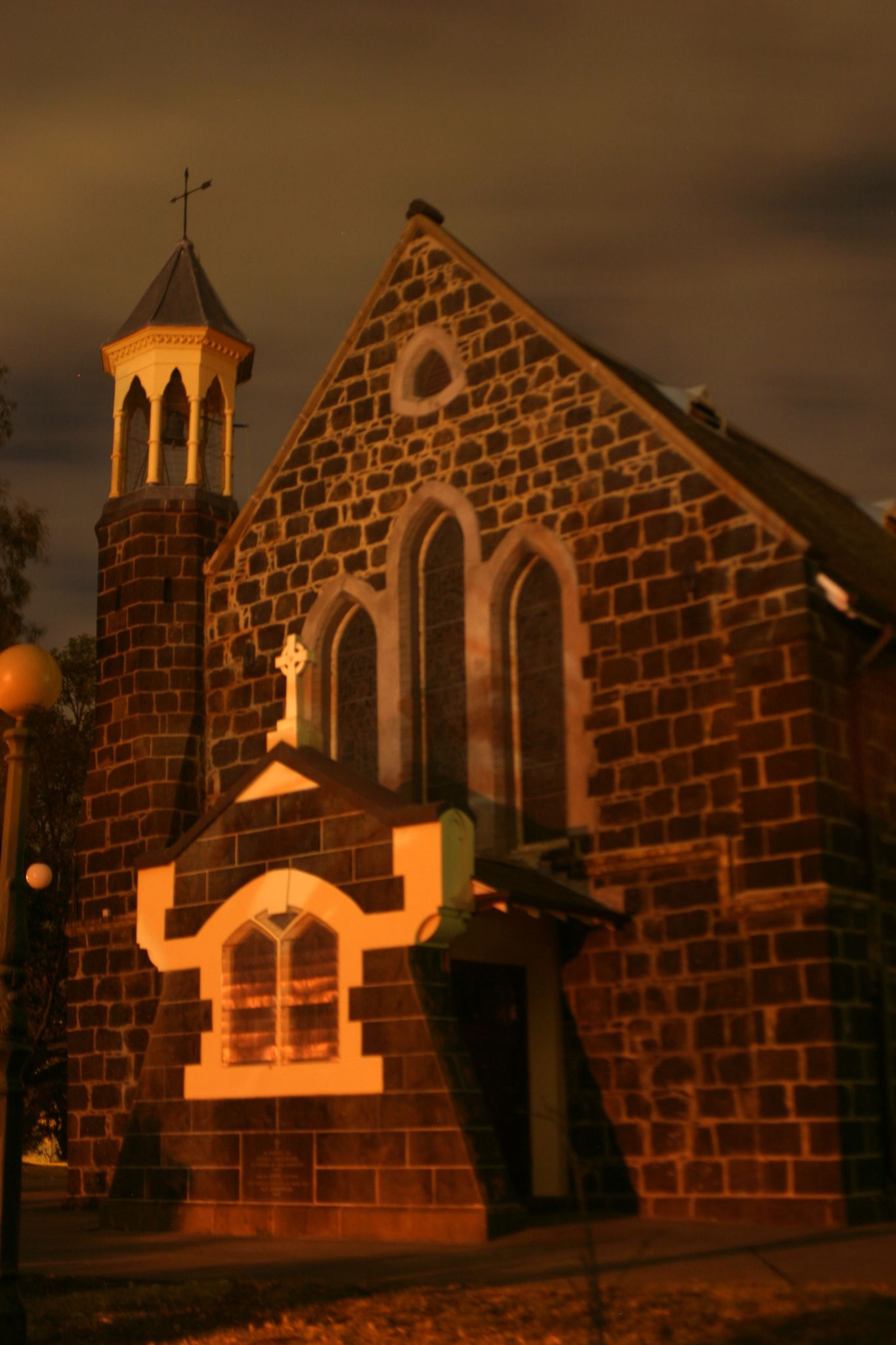
Christ Church à Hawthorn, Victoria.
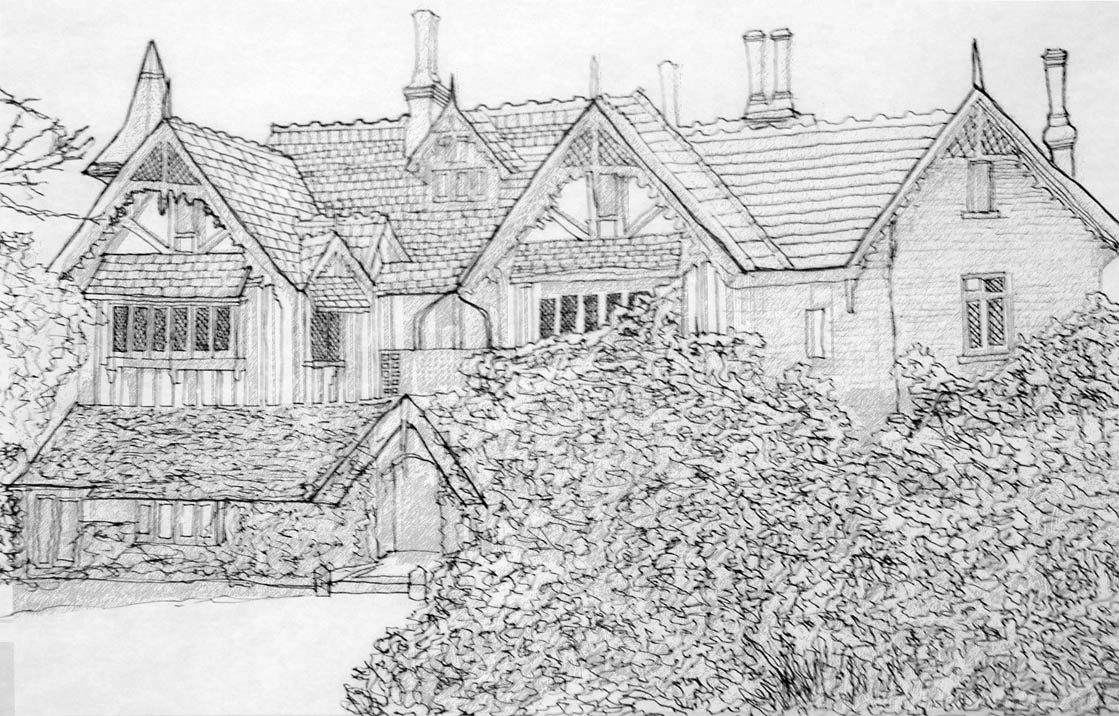
Esquisse de Tay Creggan à Hawthorn.

## Économie
Glenferrie Road est désigné comme l'un des 82 centres d'activité dans la stratégie métropolitaine Melbourne 2030.
Hawthorn est généralement considéré[Par qui ?] comme l'une des banlieues les plus riches et les plus influents de Melbourne.

## Transport
Hawthorn est desservi par trois stations de chemin de fer ; Hawthorn, Glenferrie et Auburn, toutes les trois situées sur les lignes de Alamein, Belgrave et Lilydale. Elle est également desservie par les lignes de tramway 16 (Melbourne University - Kew) sur Glenferrie Road, 48 (North Balwyn - Victoria Harbour Doclands) sur High Street et Church Street, 70 (Waterfront City Docklands - Wattle Park) sur Wallen Road et Riversdale Road, 75 (Etihad Stadium - Vermont South) sur Burwood Road, Power Street et Riversdale Road et 109 (Box Hill - Port Melbourne) sur Victoria Street et High Street.

## Personnalité
- Dora Meeson (1869-1955), peintre et suffragette, y est née.
- Doris Blackburn (1889–1970), femme politique et pacifiste australienne.
- Robert A. Little (1895–1918), pilote de chasse australien de la Première Guerre mondiale.